# Noemí Guzmán Lagunes
Noemí Zoila Guzmán Lagunes (Teocelo, Veracruz; 8 de mayo de 1954) es una política mexicana, miembro del Partido Revolucionario Institucional. Ha sido en tres ocasiones diputada federal y en una senadora por su estado.

## Estudios
Originaria del municipio de Teocelo, donde realizó sus estudios básicos, posteriormente se graduó como licenciada en Economía por la Universidad de Jalapa. Posteriormente de 2000 a 2004 cursó la licenciatura en Derecho por la Universidad de Oriente de Puebla.

## Carrera política
Su primer cargo de elección popular fue presidente municipal de Teocelo, cargo que ejerció de 1976 a 1979.
En 1982 el gobernador de Veracruz Agustín Acosta Lagunes la nombra secretaria de Educación Pública del estado, cargo en que permanece hasta 1985. de 1987 a 1988 fue coordinara regional de la Comisión Estatal Electoral y posteriormente formó parte del Consejo para la Integración de la Mujer del PRI en Veracruz. 
En 1991 fue elegida por primera ocasión diputada federal a la LV Legislatura que concluyó en 1994; de 1995 a 1997 fue coordinadira nacional del DIF y directora de Gestión Social del comité ejecutivo nacional del PRI.
En el año de 1997 fue por segunda ocasión electa diputada federal, en esta ocasión a la LVII Legislatura, en ella fue presidente de la comisión de Protección Civil e integrante de las comisiones de Asentamientos Humanos y Obras Públicas; Fortalecimiento Municipal; y, Especial de Desarrollo Social.
En 2000 fue postulada candidata a senadora suplente en segunda formula, siendo el candidato propietario Fernando Gutiérrez Barrios. Electos, asumieron el cargo el 1 de septiembre de 2000, sin embargo, el 30 de octubre siguiente falleció en el transcurso de una intervención quirúrgica Gutiérrez Barrios, asumiendo la senaduría en propiedad Noemí Guzmán hasta el término del periodo, en 2006.
Tras varios años alejada de la actividad pública, en 2010 el gobernador Javier Duarte de Ochoa la nombró secretaria de Protección Civil del gobierno de Veracruz; dejó el cargo en 2015 al ser postulada candidata del PRI a diputada federal a la LXIII Legislatura de ese año a 2018. Electa, ocupa de los cargos de secretaria del Comité de Decanos, de las comisiones de Hacienda y Crédito Público y de Protección Civil, e integrante de las de Comunicaciones; Para el impulso y promoción de los Pueblos Mágicos y del Comité de Ética.